# La Chapelle-Montmartin
La Chapelle-Montmartin és un municipi francès, situat al departament del Loir i Cher i a la regió de Centre – Vall del Loira. L'any 2007 tenia 393 habitants.

## Demografia

### Població
El 2007 la població de fet de La Chapelle-Montmartin era de 393 persones. Hi havia 161 famílies, de les quals 37 eren unipersonals (8 homes vivint sols i 29 dones vivint soles), 62 parelles sense fills, 50 parelles amb fills i 12 famílies monoparentals amb fills.
La població ha evolucionat segons el següent gràfic:
Habitants censats

### Habitatges
El 2007 hi havia 211 habitatges, 162 eren l'habitatge principal de la família, 28 eren segones residències i 21 estaven desocupats. 206 eren cases i 1 era un apartament. Dels 162 habitatges principals, 133 estaven ocupats pels seus propietaris, 27 estaven llogats i ocupats pels llogaters i 2 estaven cedits a títol gratuït; 4 tenien dues cambres, 36 en tenien tres, 55 en tenien quatre i 67 en tenien cinc o més. 133 habitatges disposaven pel capbaix d'una plaça de pàrquing. A 90 habitatges hi havia un automòbil i a 66 n'hi havia dos o més.

### Piràmide de població
La piràmide de població per edats i sexe el 2009 era:
| Homes | Edats   | Dones |
| ----- | ------- | ----- |
| 0     | 95 o +  | 4     |
| 0     | 90 a 94 | 8     |
| 4     | 85 a 89 | 4     |
| 4     | 80 a 84 | 4     |
| 12    | 75 a 79 | 4     |
| 12    | 70 a 74 | 20    |
| 24    | 65 a 69 | 12    |
| 4     | 60 a 64 | 16    |
| 4     | 55 a 59 | 8     |
| 12    | 50 a 54 | 8     |
| 8     | 45 a 49 | 20    |
| 20    | 40 a 44 | 4     |
| 12    | 35 a 39 | 12    |
| 20    | 30 a 34 | 20    |
| 4     | 25 a 29 | 4     |
| 20    | 20 a 24 | 4     |
| 32    | 15 a 19 | 4     |
| 8     | 10 a 14 | 12    |
| 16    | 5 a 9   | 16    |
| 12    | 0 a 4   | 12    |

## Economia
El 2007 la població en edat de treballar era de 234 persones, 175 eren actives i 59 eren inactives. De les 175 persones actives 152 estaven ocupades (84 homes i 68 dones) i 22 estaven aturades (14 homes i 8 dones). De les 59 persones inactives 29 estaven jubilades, 19 estaven estudiant i 11 estaven classificades com a «altres inactius».

### Ingressos
El 2009 a La Chapelle-Montmartin hi havia 174 unitats fiscals que integraven 424,5 persones, la mediana anual d'ingressos fiscals per persona era de 16.936 €.

### Activitats econòmiques
Dels 9 establiments que hi havia el 2007, 2 eren d'empreses de construcció, 4 d'empreses de comerç i reparació d'automòbils, 1 d'una empresa de serveis, 1 d'una entitat de l'administració pública i 1 d'una empresa classificada com a «altres activitats de serveis».
Dels 2 establiments de servei als particulars que hi havia el 2009, 1 era un taller de reparació d'automòbils i de material agrícola i 1 guixaire pintor.
L'únic establiment comercial que hi havia el 2009 era una adrogueria.
L'any 2000 a La Chapelle-Montmartin hi havia 7 explotacions agrícoles que ocupaven un total de 366 hectàrees.

## Equipaments sanitaris i escolars
El 2009 hi havia una escola elemental integrada dins d'un grup escolar amb les comunes properes formant una escola dispersa.

## Poblacions més properes
El següent diagrama mostra les poblacions més properes.